# سس روبر

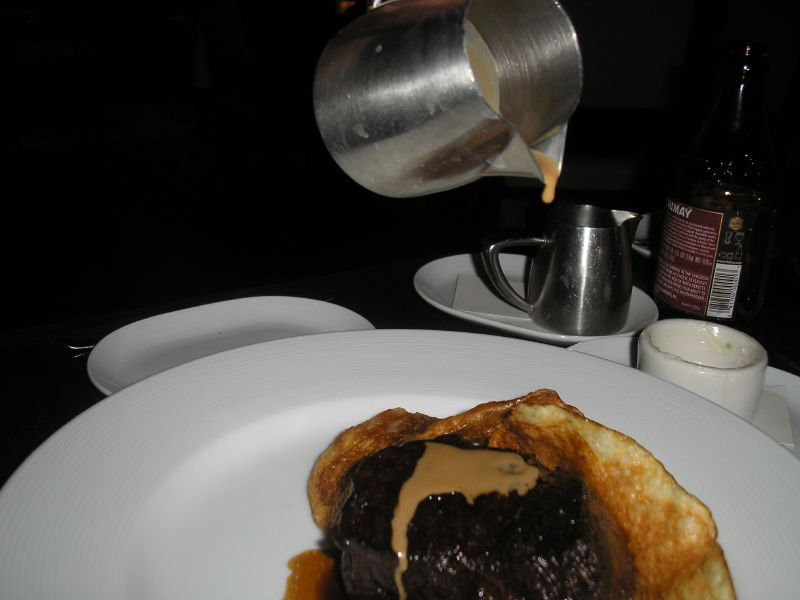
استیک با سس رابرت

سس روبِر یک سس خردل قهوه ای و یکی از سس‌های کوچک یا سس‌های مرکب است که از دمی گلیس کلاسیک فرانسوی به دست می‌آید که به نوبه خود از سس اسپانیول، یکی از پنج سس مادر در غذاهای فرانسوی (بشامل، ولوته، اسپانیول، سس گوجه فرنگی و هلندیز).
سس رابرت از پیازهای خرد شده پخته شده در کره بدون رنگ، شراب سفید تقلیل شده، فلفل، افزودنی دمی گلاس تهیه می‌شود و با خردل تمام می‌شود.
این برای گوشت قرمز، به ویژه گوشت خوک، معمولاً گوشت خوک کبابی مناسب است.

## تاریخچه
سس رابرت یکی از اولین سس‌های ترکیبی است که به ثبت رسیده‌است. از ۷۸ سس ترکیبی که توسط ماری آنتوان کارم در اوایل قرن ۱۹ سیستماتیک شده بود، تنها دو سس - سس رابرت و Remoulade - در کتاب‌های آشپزی بسیار قدیمی‌تر، مانند Massaliot's Le Cuisinier Roial et Bourgeois، از سال ۱۶۹۱ وجود داشت در روایت متعارف چارلز پرو از زیبای خفته (۱۶۹۶)، ملکه مادر غافل اصرار دارد که زیبای خفته و فرزندانش به او با سس رابرت سرو شود.
نسخه‌ای از سس رابرت نیز در کتاب Le Cuisinier François (1651) اثر فرانسوا پیر دو لا وارن، متن اصلی آشپزی مدرن فرانسوی ظاهر می‌شود.